# Wolfgang Jenssen
Wolfgang Jenssen (* 8. Oktober 1942 in Stolpmünde, heute Ustka, Polen; † 15. Oktober 2022 in Daun) war ein deutscher Volkswirt und Politiker (SPD).

## Leben und Beruf
Nach dem Besuch der Volksschule und des Gymnasiums erhielt Jenssen 1963 das Abitur am St.-Matthias-Gymnasium in Gerolstein. Sein darauffolgendes Studium der Volkswirtschaft in Köln schloss er 1968 als Diplom-Volkswirt ab. Ab 1969 war er bei der Deutschen Revisions- und Treuhand AG tätig. Ab 1973 war er Steuerberater und ab 1977 Wirtschaftsprüfer.
Jenssen war verheiratet und hatte drei Söhne, darunter Jens Jenssen.

## Partei
Jenssen wurde 1968 Mitglied der SPD, 1969 Mitglied des Verbandsgemeinderates von Daun und 1974 des Kreistages. Er war Vorsitzender der Jusos in Daun und im Unterbezirk Trier sowie Vorsitzender des SPD-Kreisverbands Daun.

## Abgeordneter
Jenssen wurde zum ersten Mal bei der Landtagswahl 1971 in den Rheinland-Pfälzischen Landtag gewählt und gehörte diesem für zwei Wahlperioden vom 18. Mai 1971 bis 17. Mai 1979 an. In der 7. und 8. Wahlperiode war er Mitglied im Ausschuss für Wirtschaft und Verkehr sowie im Rechtsausschuss.
Von 1969 bis 1974 war er Mitglied des Verbandsgemeinderats Daun. Er war Mitglied des Kreistags Daun. Von 1989 bis 1994 war er Erster Stadtbeigeordneter von Daun und von 1999 bis 2014 Stadtbürgermeister von Daun.

## Ehrungen
- Bundesverdienstkreuz am Bande (1998)
- Dr.-Johann-Christian-Eberle-Medaille (1999)
- Freiherr-vom-Stein-Plakette (1988)
- Wappenschild der Verbandsgemeinde Daun (1995)
- Ehrenbürger der Verbandsgemeinde Daun (2019)[4]